# Науса (Іматія)
Науса (грец. Νάουσα) — місто в Центральній Македонії, Греція. Місто відоме персиковими і полуничними вареннями та джемами, що продаються під торговою маркою Naoussa.

## Історія
В древньому македонському місті Мієза, що було розташоване дещо на схід від Науси, Аристотель навчав царя Філіппа II, Александра Македонського. За Геродотом у цих місцях лежали сади царя Мідаса. Римляни встановили на території колонію Нова Августа, назва якої поступово змінилася до сучасного Науса.
У 1705 арматол Зісіс Карадемос підняв у місті невдале повстання проти Османської імперії. Під час Грецької війни за незалежність у 1822 Науса була захоплена османськими військами, чим закінчилася збройна боротьба в Центральній Македонії.
2004 року в Наусі відкрито Факультет маркетингу та управління операціями разом зі студмістечком Університету Македонії.

## Населення
| Рік  | Місто  | Муніципалітет |
| ---- | ------ | ------------- |
| 1981 | 19,430 | -             |
| 1991 | 19,794 | 22,637        |
| 2001 | -      | 22,288        |

## Понтійці Науси
Після греко-турецького обміну населенням в Наусі утворилась значні громада понтійців із Аргіруполіса, які і досі згуртовані навколо понтійського клубу «Евксінос Лесхі». Залишаючи батьківщину, вони перевезли у Грецію Національну бібліотеку Аргіруполіса, яка нараховувала близько 5 тисяч видань, з них вціліли тільки 972 книги. 2010 року понтійський клуб «Евксінос Лесхі» домовився із науковцями Університету Аристотеля в Салоніках про створення електронних копій текстів бібліотеки.

## Міста-побратими
- Асеновград, Болгарія
- Подгориця, Чорногорія
- Науса, Парос, Греція
- Бергама, Туреччина